# Lucas Armellini
Lucas Matías Armellini (San Nicolás de los Arroyos, Provincia de Buenos Aires, 27 de mayo de 1977) es un piloto argentino de automovilismo de velocidad, de trayectoria nacional.

## Biografía
Desarrolló su carrera mayoritariamente en el TC 2000, donde luego de trabajar en sociedad con Marcelo Bugliotti para el equipo Pro Racing, se dedicó a trabajar en el equipo de su primo Ulises Armellini (quien fundo la empresa DTA). Fue campeón de Turismo Nacional en el año 2001, a bordo de un Honda Civic del equipo de Miguel Alisi. Luego de este título, se encargó de hacer debutar en esta categoría al modelo Chevrolet Astra, modelo que fuera desarrollado también en TC 2000, por el equipo de su primo.
Si bien actualmente no desarrolla actividad alguna, tuvo una amplia trayectoria, compitiendo en TC 2000 con las marcas Honda, Toyota y Chevrolet. Fue convocado por el equipo oficial Toyota Team Argentina en el año 2000, siendo compañero de equipo de Juan María Traverso, sin embargo su estadía en el equipo no pasó de ese año siendo desplazado por Norberto Fontana. En declaraciones posteriores, Armellini había declarado que lo que pasó fue una maniobra de Traverso, producto de una supuesta incomodidad del multicampeón por la superioridad demostrada por su joven compañero de equipo.

## Trayectoria
- 1994: Debut Fórmula Renault Argentina octavo en el torneo
- 1995: Fórmula Renault cuarto en el torneo
- 1996: Fórmula Renault decimoséptimo en el torneo
- 1997: Fórmula Renault tercero en el torneo
- 1998: TC Pista, Turismo Carretera Ford Falcon
- 1999: TC 2000 (Honda Civic VI Coupé) sexto en el torneo
- 2000: TC 2000 (Toyota Corolla)
- 2001: Campeón Turismo Nacional (Honda Civic VI Hatchback)
- 2002: TC 2000 (Chevrolet Astra), Turismo Nacional (Chevrolet Astra)
- 2003: TC 2000 (Chevrolet Astra)
- 2004: TC 2000 (Chevrolet Astra), Turismo Carretera (Dodge Cherokee)
- 2005: TC 2000 (Chevrolet Astra)
- 2006: TC 2000 (Chevrolet Astra)
- 2007: TC 2000 (Chevrolet Astra)
- 2008: Top Race (Peugeot 407)
- 2009: TC 2000 (Honda New Civic)
- 2014: Clase 2 Turismo Nacional (Fiat Palio)

## Resultados

### Turismo Competición 2000
| Año  | Equipo                  | Auto                | 1    | 2    | 3     | 4     | 5     | 6   | 7   | 8   | 9      | 10  | 11     | 12    | 13    | 14     | 15  | 16  | 17    | 18    | 19 | 20 | 21  | 22  | 23  | 24  | 25  | 26  | 27    | 28    | Res. | Puntos |
| ---- | ----------------------- | ------------------- | ---- | ---- | ----- | ----- | ----- | --- | --- | --- | ------ | --- | ------ | ----- | ----- | ------ | --- | --- | ----- | ----- | -- | -- | --- | --- | --- | --- | --- | --- | ----- | ----- | ---- | ------ |
| 1999 |                         |                     | AG I | AG I | MDP   | MDP   | POS   | POS | OLA | OLA | RC     | RC  | BA I   | BA I  | BB    | BB     | TRE | TRE | AG II | AG II | GR | GR | RAF | RAF | PAR | PAR | SJO | SJO | BA II | BA II | 6.º  | 166    |
| 1999 | Honda Young             | Honda Civic VI      | Ret  | 4    | 5     | 18    | Ret   | 3   | 4   | 5   | 5      | 2   | Ret    | NL    | Ret   | Ret    | 4   | Ret | 11    | 4     | 1  | 1  | Ret | 7   | 10  | Ret | 4   | 1   | 13    | Ret   | 6.º  | 166    |
| 2000 |                         |                     | RC I | TRE  | AG    | SJU I | PAR I | OBE | BB  | RAF | BA I   | SJO | SJU II | RC II | BA II | PAR II |     |     |       |       |    |    |     |     |     |     |     |     |       |       | 20.º | 15     |
| 2000 | Toyota Team Argentina   | Toyota Corolla VIII | 8    | 11   | Ret   | Ret   | Ex.   | 20  | 9   | Ret | Ret    | 4   | 11     | Ret   | Ret   | Ret    |     |     |       |       |    |    |     |     |     |     |     |     |       |       | 20.º | 15     |
| 2002 |                         |                     | GR   | RC   | SJU I | BB    | RES   | OBE | AG  | SAL | SJU II | PAR | BA     | SRA   | PIG   | MDP    |     |     |       |       |    |    |     |     |     |     |     |     |       |       | 26.º | 6      |
| 2002 | Bini Special Team       | Chevrolet Astra II  |      |      | Ret   |       |       |     |     |     |        | Ret | Ret    | Ret   | 6     | 16     |     |     |       |       |    |    |     |     |     |     |     |     |       |       | 26.º | 6      |
| 2003 |                         |                     | SL I | GR   | TRE   | SJU   | BB    | OBE | RC  | SAL | RES    | SR  | BA     | SL II | AG    | MDP    |     |     |       |       |    |    |     |     |     |     |     |     |       |       | 22.º | 10     |
| 2003 | DTA                     | Chevrolet Astra II  | NL   | Ret  | Ret   | WD    | Ret   | Ret | 4   | Ret | 14     | Ret | Ex.    |       |       |        |     |     |       |       |    |    |     |     |     |     |     |     |       |       | 22.º | 10     |
| 2004 |                         |                     | GR   | VIE  | SJU   | PAR   | SL    | OBE | AG  | CON | RC     | SRA | BB     | BA    | RAF   | MDP    |     |     |       |       |    |    |     |     |     |     |     |     |       |       | 17.º | 16     |
| 2004 | DTA                     | Chevrolet Astra II  | Ret  | 6    | 12†   | Ret   | Ret   | 8   | 11  | Ret | Ret    |     |        |       |       |        |     |     |       |       |    |    |     |     |     |     |     |     |       |       | 17.º | 16     |
| 2005 |                         |                     | BA I | PAR  | VIE   | SJU   | OLA   | AG  | CUR | OBE | RAF    | SRA | CON    | BA II | SL    | GR     |     |     |       |       |    |    |     |     |     |     |     |     |       |       | -    | -      |
| 2005 | RV Competición          | Ford Focus I        |      |      |       |       |       |     |     |     |        |     |        | 8     |       |        |     |     |       |       |    |    |     |     |     |     |     |     |       |       | -    | -      |
| 2006 |                         |                     | BA I | OLA  | CR    | VIE   | SFE   | SJU | SRA | RES | CUR    | SMM | GR     | BA II | OBE   | PAR    |     |     |       |       |    |    |     |     |     |     |     |     |       |       | 20.º | 10     |
| 2006 | DTA                     | Chevrolet Astra II  | Ret  | Ret  | Ret   | Ret   | Ret   | Ret | Ret | 19† | 16     | 9   | 13     | Ret   | 10    | Ret    |     |     |       |       |    |    |     |     |     |     |     |     |       |       | 20.º | 10     |
| 2007 |                         |                     | CR   | GR   | BB    | SMM   | SJU   | SP  | AG  | SFE | SRA    | VIE | BA     | OBE   | SL    | PDE    |     |     |       |       |    |    |     |     |     |     |     |     |       |       | 19.º | 12     |
| 2007 | DTA                     | Chevrolet Astra II  | Ret  | 23†  | 9     | Ret   | Ret   | 11  | Ret | Ret |        |     |        |       |       |        |     |     |       |       |    |    |     |     |     |     |     |     |       |       | 19.º | 12     |
| 2008 |                         |                     | PAR  | SAL  | GR    | SFE   | SJU   | RES | AG  | BA  | OBE    | TRH | VIE    | SMM   | PDF   | PDE    |     |     |       |       |    |    |     |     |     |     |     |     |       |       | -    | -      |
| 2008 | Bainotti Dowen Pagio    | Honda Civic VIII    |      |      |       |       |       |     |     | 9   |        |     |        |       |       |        |     |     |       |       |    |    |     |     |     |     |     |     |       |       | -    | -      |
| 2009 |                         |                     | AG   | GR   | OBE   | SMM   | TRH   | RES | BA  | CEN | SFE    | SFE | SJU    | SJU   | PDF   |        |     |     |       |       |    |    |     |     |     |     |     |     |       |       | -    | 0      |
| 2009 | Bainotti Factory Racing | Honda Civic VII     | Ret  | 11   | Ret   | Ret   | Ret   | Ret | Ret | Ret | WD     | WD  |        |       |       |        |     |     |       |       |    |    |     |     |     |     |     |     |       |       | -    | 0      |

#### Copa de Pilotos Privados
| Año  | Equipo                  | Auto            | 1   | 2  | 3   | 4   | 5   | 6   | 7   | 8   | 9   | 10  | 11  | 12  | 13  | Res. | Puntos |
| ---- | ----------------------- | --------------- | --- | -- | --- | --- | --- | --- | --- | --- | --- | --- | --- | --- | --- | ---- | ------ |
| 2009 |                         |                 | AG  | GR | OBE | SMM | TRH | RES | BA  | CEN | SFE | SFE | SJU | SJU | PDF | 20.º | 2      |
| 2009 | Bainotti Factory Racing | Honda Civic VII | Ret | 5  | Ret | Ret | Ret | Ret | Ret | Ret | WD  | WD  |     |     |     | 20.º | 2      |

#### Copa Endurance Series
| Año  | Equipo                  | Auto            | 1   | 2   | 3   | Res. | Puntos |
| ---- | ----------------------- | --------------- | --- | --- | --- | ---- | ------ |
| 2009 |                         |                 | TRH | BA  | PDF | -    | 0      |
| 2009 | Bainotti Factory Racing | Honda Civic VII | Ret | Ret |     | -    | 0      |

### Súper TC 2000
| Año  | Equipo       | Auto          | 1    | 2   | 3   | 4   | 5   | 6   | 7   | 8   | 9   | 10  | 11    | 12  | 13 | 14 | Res. | Puntos |
| ---- | ------------ | ------------- | ---- | --- | --- | --- | --- | --- | --- | --- | --- | --- | ----- | --- | -- | -- | ---- | ------ |
| 2017 |              |               | BA I | PDF | SMM | ROS | ROS | TRH | RAF | OBE | SFE | SFE | BA II | SJU | GR | AG | -    | -      |
| 2017 | Escudería FE | Peugeot 408 I |      |     |     |     |     |     |     |     |     |     |       |     |    | 23 | -    | -      |

## Palmarés
| Título  | Especialidad     | Marca          | Año  |
| ------- | ---------------- | -------------- | ---- |
| Campeón | Turismo Nacional | Honda Civic VI | 2001 |